# Galbi-jjim
Le galbi-jjim (갈비찜) est une variété de jjim ou plat coréen à la vapeur à base de galbi (갈비, petite côte). Le galbi de bœuf est parfois appelé gari (가리), de sorte que le plat peut être appelé « garijjim ». Le galbi-jjim est généralement préparé avec des côtes courtes de bœuf ou de porc (돼지, dweji). Dans ce dernier cas, il est appelé galbijjim dweji (돼지갈비찜).